# Macrothelypteris ogasawarensis
Macrothelypteris ogasawarensis är en kärrbräkenväxtart som först beskrevs av Takenoshin Nakai, och fick sitt nu gällande namn av Holtt. Macrothelypteris ogasawarensis ingår i släktet Macrothelypteris och familjen Thelypteridaceae. Inga underarter finns listade.